# 屋敷豪太
屋敷 豪太（やしき ごうた、1962年2月26日 - ）は、日本のミュージシャン、ドラマー、音楽プロデューサーである。京都府綾部市出身。

## 略歴
京都府立綾部高等学校卒業後に上京。
1982年、こだま和文らとミュート・ビートを結成。
1986年、MELONに加入し、ヨーロッパ公演を行った。
1987年、中西俊夫、藤原ヒロシらとダンスミュージックを中心としたレコードレーベル「Major Force」を設立した。
1988年に渡英。1989年にソウル・II・ソウルでプログラミング等を担当したシングル「Keep on Movin'」が、全英チャート5位を記録、続いてリリースされたシングル「Back to Life」は、全英チャート1位（Music Week）、全米チャート4位（ビルボードHot100）を記録した。
1990年、全英チャート1位（Music Week）、全米チャート1位（ビルボードHot100）を記録したシネイド・オコナーのシングル「愛の哀しみ（Nothing Compares 2 U）」では、全楽器の演奏とプログラミングを担当した。
1991年、シンプリー・レッドにドラマーとして正式加入、ワールドツアーを行うなど同グループの円熟期を支えた。同年にリリースされたアルバム「スターズ」は全英チャート1位を12週間記録。 
1995年、映画「バットマン フォーエヴァー」のサウンドトラックからシングルカットされ、全米チャート1位（ビルボードHot100）、全英チャート4位（Music Week）を記録したシールのシングル「Kiss From A Rose」に参加した。
1997年、アルバム「It's So Different Here」がアメリカでリリースされ、ビルボードR&Bチャートで1位を記録した。
シンプリー・レッドの活動と並行して、ネナ・チェリー、マッシヴ・アタック、アラニス・モリセット等の作品でプログラミングやアレンジを担当し、デペッシュ・モード、ビョークの楽曲ではリミックスを手掛けた。
2010年のプラスチックス再結成時にはドラマーとして参加した。
2015年、ミュートビート時代のメンバーらと共に、ライブ・ダブ・バンドのDUBFORCEを結成した。

## その他
原発問題・放射能問題についての団体「オペレーション・コドモタチ」の賛同者。

## ディスコグラフィー

### シングル
- HERE WE GO(1992年8月1日/1996年3月1日）名古屋グランパスエイトオフィシャルチームソング
- ALL ALONE（1992年12月2日）昭和シェル石油フォーミュラシェルセナ編CMソング
- SOMEDAY（1993年10月21日）
- GOOD TIME HERE～REMIX（1995年4月21日）
- KEEP IT TOGETHER（1995年11月22日）GOTA & THE STRIKERS名義
- HEY BULLDOG（1995年11月22日）
- TOGHTHER(Tears of Joy)（1996年7月1日）
- Vol.1（2005年9月21日）
- Vol.2（2005年11月23日）

### アルバム
- Somethin' To Talk About(1993年10月1日)GOTA & The Heart of Gold名義
- It's So Different Here Remix（1994年4月1日）
- MOTHER EARTH CALLING（1994年11月21日）GOTA & THE LOW DOG名義
- Live Wired Electro(1995年4月1日)GOTA & THE LOW DOG名義
- BEST REMIX Vol.1（1996年2月21日）
- THE LOW DOG(1996年7月8日)
- TOGETHER (Tears of Joy)～Jah Mighty Mix（1996年7月21日）
- It's So Different Here(1997年2月11日)
- GT（1997年4月21日）
- Let's Get Started(1999年1月19日)
- Day & Night(2001年1月23日)
- WORLD SOCCER ANTHEM（2001年8月24日）

サッカー国際試合の入場の際に流れる曲で、アレンジを担当している。
- FOOTBALL SONGS 2002（2002年3月22日）
- The Best of GOTA(2002年6月11日)
- Silent Love(2006年1月13日)
- Gota The Best(2007年8月22日)
- In The Mood For Hawaii(2011年6月8日)
- The Far Eastern Circus(2019年1月21日)

## 音楽担当
- ドラマW 巷説百物語
- 下北サンデーズ（2006年、テレビ朝日）
- ロス:タイム:ライフ（2008年、フジテレビ）
- F1グランプリ(2009年、フジテレビ　オープニングテーマ）